# Kendall Schmidt
Kendall Francis Schmidt, född 2 november 1990 i Andover i Kansas, uppväxt i Wichita i samma delstat, är en amerikansk skådespelare, dansare och singer-songwriter. Han har bland annat gjort rollen som Kendall Knight i Big Time Rush. Han är även (förutom i Big Time Rush) medlem i duon Heffron Drive tillsammans med Dustin Belt.

## Filmografi
- According to Spencer
- Big Time Movie
- The Great Migration

## TV-produktioner
- Raising Dad
- Gilmore Girls
- Frasier
- Cityakuten
- Phil of the Future
- CSI: Miami
- Ghost Whisperer
- Without a Trace
- Big Time Rush
- Hand aufs Herz
- How to Rock
- The Penguins of Madagascar
- Marvin Marvin
- School of Rock